# Zamach w Dera Ghazi Khan
Zamach w Dera Ghazi Khan – akt terrorystyczny, który miał miejsce 3 kwietnia 2011 roku w mieście Dera Ghazi Khan położonym w prowincji Pendżab w południowym Pakistanie. Celem ataku była świątynia suficka poświęcona świętemu sufickiemu Ahmedowi Sultanowi.

## Podłoże zamachu
Sufizm jest odłamem islamu, który twierdzi, że każdy może odczuwać łączność z Bogiem przez duchowość. W Pakistanie ośrodkiem sufizmu jest prowincja Pendżab. Sufizm jest uznawany przez fundamentalistów islamskich za religię heretycką. W świątyniach sufickich wierni modlą się przez śpiew i taniec, co przez Talibów jest uznawane za nieislamskie. Był to piąty zamach na świątynię suficką w ciągu 18 miesięcy.

## Zamach
Zamach przeprowadziły dwie osoby, detonując ładunki wybuchowe przyczepione do ciała. Zamach miał miejsce w czasie obchodów corocznego święta Urs, na których zgromadziły się tysiące wiernych. Około godziny 17 standardowego czasu pakistańskiego (około godz. 14 czasu polskiego), gdy wierni wykonywali tradycyjny taniec, nastoletni zamachowiec-samobójca wysadził się w powietrze przy głównym wejściu do budynku. Około 15 minut później drugi zamachowiec wysadził się na schodach prowadzących do świątyni. Świadek powiedział dla Express Tribune: Wszędzie leżały rozrzucone ciała, a ranni płakali i błagali o pomoc.
Według ustaleń policji, obaj zamachowcy próbowali dostać się do świątyni, a gdy im się to nie udało, wysadzili się u wejścia do niej. Trzeci z zamachowców został zdemaskowany i aresztowany. Podczas gdy ludzie uciekali w panice, zamachowiec wpadł przez przypadek na starszą kobietę i wypadł mu z ręki granat. Kobieta wszczęła alarm i służby ochrony oddały strzały do zamachowca, raniąc go. Niedoszły zamachowiec został zidentyfikowany jako Umar lub Fida Hussein, okazał się afgańskim nastoletnim uchodźcą z Terytoriów Plemiennych Administrowanych Federalnie w północno-zachodnim Pakistanie. 
W wyniku zamachu zginęło 50 osób, a ponad 120 osób zostało rannych.

## Śledztwo
Dwa dni po ataku policja oświadczyła, że zidentyfikowała organizatorów zamachu. Domniemywa się, że zamach był opracowany w Agencji Bajaur. Schwytany zamachowiec zeznał, że on oraz dwaj pozostali zamachowcy pochodzą z prowincji Chajber Pasztunchwa. Policja aresztowała również trzech innych podejrzanych w mieście Rawalpindi. Według doniesień agencji Xinhua, zamachowcy odwiedzili wcześniej świątynię dwa razy.
Domniemany rzecznik Talibów, Ahmadullah Ahmadi, ogłosił odpowiedzialność Talibów za zamach. Miała to być reakcja na operację wojska przeciwko Talibom.

## Reakcja
Premier Pakistanu Yousaf Raza Gilani potępił zamach, stwierdzając w oświadczeniu, że tak tchórzliwe akty terroru jasno ukazują, że ich sprawcy nie mają ani wiary, ani poszanowania dla ludzkich wartości. Tak gwałtowne akty mogą być jedynie uznane za spisek mający na celu podział społeczeństwa i wywołanie atmosfery strachu.